# 健康促进
根据世界卫生组织（WHO）的定义，健康促进是指促使人们提高與改善健康状态的过程。在美国一般采用狭义的定义，即指帮助人们改变其生活习惯以达到理想健康状态的一门科学与艺术。

## 渥太華健康促進憲章
1986年WHO在加拿大渥太华召开的第一届国际健康促进大会上通过了渥太華健康促進憲章，其中包括健康促进的基本原则:
- 健康政策宣導落實(政策)
- 创造有利环境(環境)
- 强化社区行动(社區)
- 发展个人技能(個人技能)
- 重新调整卫生服务(服務)
- 迎向未來(未來)

## 健康促进的制定与实施
健康促进计划的制定与实施与其他的规划一样，需要理论和实际相结合。理论是前人在经验和教训之上总结出来的。但是没有一个理论可以适应现实中所有情况。根据具体的情况，遵循一定的程序，将各种理论结合，在做出具体的微调是制定一个健康促进计划的标准模式。

### 醫院健促
- 醫院的健康促進，有針對醫師、護理人員進行健康介入，以預防員工壓力過大的情形發生。[3]
  - 改善方向以組織環境改善、個人壓力調適為主
  - 介入措施：問卷、個案追蹤比率、輔導諮商服務。

## 健康促进的评价
为了给实施类似的计划提供借鉴，以便今后的计划能够达到更好的健康促进效果。包括本计划的实施者，以及其他人可以吸取本计划的经验和教训，需要对已经进行的计划进行评价和总结。对进行的健康促进计划进行评价和总结也是给与计划利益相关人信息反馈的需要，让计划的利益相关人：政府、非政府组织、社区相关人员、以及捐款人了解健康促进计划进行的情况。

## 推荐书籍
- Tones K, Green J. Health promotion: planning and strategies. SAGE 2004. ISBN 0761974490
- Davies M, Macdowall W. Health Promotion Theory. Open University Press 2006. ISBN 0335218377
- Macdowall W, Bonell C, Davies M. Health Promotion Practice. Open University Press 2006. ISBN 0335218407
- Bartholomew LK, Parcel GS, Kok G, Gottlieb NH. Planning health promotion programs: an intervention mapping approach. John Wiley and Sons 2006. ISBN 9780787978990
- 胡俊峰，侯培森. 当代健康教育与健康促进. 北京：人民卫生出版社 2005. ISBN 7-117-07406-x